# Bacanius vadoni
Bacanius vadoni är en skalbaggsart som beskrevs av Yves Gomy 1969. Bacanius vadoni ingår i släktet Bacanius och familjen stumpbaggar. Inga underarter finns listade i Catalogue of Life.